# Moralische Rechtfertigung
Moralische Rechtfertigung bezeichnet in neueren philosophischen Anthropologien die Annahme oder Legitimation einer Person bzw. ihres Verhaltens durch den sozialen Bezug zu anderen Menschen. Dieser Rechtfertigungsbegriff bewegt sich im Rahmen der Philosophischen Untersuchungen von Ludwig Wittgenstein, demzufolge lassen die Menschen als Rechtfertigung gelten, was ihrer Lebensform entspricht. Diese Verwendung ist vom Rechtfertigungsbegriff der jüngeren systematischen Erkenntnistheorie zu unterscheiden (dort geht es um die Rekonstruktion von Gründen des Fürwahrhaltens von Meinungen; im Englischen epistemic justification), ebenso von der ethischen Rechtfertigung einer einzelnen Handlung innerhalb einer Theorie normativer Ethik. Die nachfolgend umrissene anthropologische Begriffsverwendung knüpft an die Rechtfertigungslehre christlicher Theologie an, die unter "Rechtfertigung" die Erlösung des Menschen von der Erbsünde bzw. von seiner individuellen Sündhaftigkeit versteht, wie sie gemäß der Mehrheitsmeinung katholischer und protestantischer Tradition nicht durch menschliche Werke, sondern durch Gottes Gnade geschehen könne.

## Begriffsgeschichte
Die theologische Rechtfertigung wurde von Immanuel Kant in Die Religion innerhalb der Grenzen der bloßen Vernunft im Rahmen der Rechtsmetaphorik der Vernunft anthropologisch umgebildet. Da der Mensch vom „radikalen Bösen“ behaftet ist, können nach Kant einzelne Handlungen zur Rechtfertigung einer Person nicht ausreichen. Es kann nie gesagt werden, ob eine Handlung aus moralischer Gesinnung erfolgt ist, oder ob bloß aus eigennützigen Motiven in Übereinstimmung mit moralischen Normen gehandelt wurde. Daher ist für Kant die Deduktion der Idee einer Rechtfertigung des Menschen auf eine Ergänzung durch den Glauben an die ewige Gerechtigkeit Gottes angewiesen.
Auch William James hat 1897 in Der Wille zum Glauben  die protestantische Rechtfertigung durch den Glauben in eine pragmatische Rechtfertigung des Glaubens transformiert, wobei die Überzeugung von der Wahrheit der Struktur des religiösen Glaubens entspricht. Die pragmatische Identifikation von Rechtfertigung und Glaube jenseits logischer Begründung steht für die Transformation der Erkenntnistheorie in philosophische Anthropologie, die den Menschen als rechtfertigungsbedürftiges Wesen begreift. In diesem Sinne verwendet Hans Blumenberg den Ausdruck Anthropodizee (Rechtfertigung des Menschen) in Analogie zu Theodizee (Rechtfertigung Gottes).
Die moderne Soziologie hat soziale Bindungen, öffentlicher wie privater Natur, mit dem Begriff der Rechtfertigungsdiskurse im Rahmen der Individualisierungsthese beschrieben. Odo Marquard hat in seiner Apologie des Zufälligen den Rechtfertigungszwang in allen Bereichen der modernen Lebenswirklichkeit auf den Verlust des religiösen Glaubens zurückgeführt. Das erklärt nach Marquard, warum die philosophische Anthropologie auf der Suche nach einem inhaltlich reicheren Begriff von Rechtfertigung ist, der die christlich-theologische Dimension des Begriffs bewahrt.
Im Existentialismus, der die Existenz dem Wesen vorangehen lässt, rückt der Begriff der Rechtfertigung ins Zentrum der Auffassung vom Menschen. Sören Kierkegaard hat im Anschluss an die protestantische Rechtfertigungslehre das authentische Selbstsein als Anerkennung der
Abhängigkeit des Menschen von Gott als dem "absolut Anderen" interpretiert. Kierkegaards subjektivistischer Individualismus und sein Begriff der Angst als Existenzial sind im 20. Jahrhundert von der Existenzphilosophie übernommen worden. Nach Martin Heidegger ist das Selbstverständnis des Menschen geprägt durch die Angst vor dem Nichts und das mache ihn zu einem rechtfertigungsbedürftigen Wesen. Die Rechtfertigung seiner Person kann das Ego aber nicht aus sich selbst leisten, sondern der Mensch ist auf das Verständnis anderer Menschen angewiesen. Unter diesen Voraussetzungen wird Rechtfertigung zu einer hermeneutischen Kategorie intersubjektiver Verständigung.
Jean-Paul Sartre kommt in seinem Roman Der Ekel zu dem Schluss, dass kein anderer Mensch uns rechtfertigen kann, da der andere eine permanente Bedrohung unserer Freiheit darstellt. Auch in seinem philosophischen Hauptwerk Das Sein und das Nichts heißt es, dass die Existenz des Menschen „ungerechtfertigt und nicht zu rechtfertigen“ (SN 108) ist (injustifié et injustifiable, EN 76). Wie jedoch Peter Kampits herausgestellt hat, schreibt Sartre in seiner Analyse des erotischen Begehrens der Liebe die Kraft der Rechtfertigung zu. Ohne Liebe sei der Mensch eine „ungerechtfertigte und nicht zu rechtfertigende Protuberanz“. Erst im Geliebtwerden erfahren wir die Freiheit der Wahl: „Das ist der Grund für die Liebesfreude, wenn sie denn existiert. Uns gerechtfertigt fühlen, dass wir existieren“ (SN 649f.).
Auch Simone de Beauvoir, die in "Für eine Moral der Zweideutigkeit" (1954) universale Handlungsnormen durch situationsbedingte Regeln der Selbstverwirklichung ersetzt, führt die Freiheit auf den Willen zur Rechtfertigung zurück: „Der Mensch kann eine Rechtfertigung seiner Existenz nur in der Existenz der anderen Menschen finden. Er braucht eine derartige Rechtfertigung, er kann ihr nicht entkommen“ (103f.)
Jürgen Habermas deutet die Abhängigkeit des Individuums von einer überpersönlichen Macht sprachpragmatisch als Teilhabe an Strukturen innerweltlicher Kommunikation. In "Wahrheit und Rechtfertigung" (1999) hat er den rationalen Diskurs von der Wahrheit als logisch zwingender Begründung abgekoppelt und auf Formen der Rechtfertigung durch lebensweltliche Erfahrungen und Überzeugungen bezogen. Damit verabschiedet er sich vom Intellektualismus der diskursiven Rationalität und öffnet seine Theorie kommunikativen Handelns Motiven der Situationssemantik. Ob sich daraus ein „Recht auf Rechtfertigung“ als Grund der Menschenrechte ableiten lässt, wie Rainer Forst behauptet, ist allerdings fraglich.
Anerkennung als Rechtfertigungsgrund wird von Axel Honneth im Anschluss an Hegel und in kritischer Weiterführung von Habermas entwickelt. Für Honneth ist Anerkennung konstitutiv für Selbstverwirklichung. Anerkennung auf allen Ebenen des sozialen Lebens ist von Bedingungen abhängig, die anonymen Strukturen der Macht unterliegen und nicht restlos rationalisierbar sind. Im Hinblick auf die Moralität von persönlichen Beziehungen, speziell von Liebesbeziehungen, bleiben die Gründe der Anerkennung eine offene Frage. Anerkennung und Rechtfertigung sind somit nicht deckungsgleich.
Ferdinand Fellmann spricht im Rahmen der Paarbindung von einer „erotischen Rechtfertigung“ des Menschen. Im Unterschied zur Rechtfertigung durch rationalen Diskurs beruhe erotische Rechtfertigung auf gegenseitigem Vertrauen der Liebenden. Die Rechtfertigungsinstanz ist dabei die Beziehung selbst, an der die Partner teilnehmen und die ihnen eine emotionale Gewissheit vermittelt, die nicht auf logisch zwingenden Gründen beruht. Der hier verwendete Begriff von Rechtfertigung ist nicht allein auf die Intersubjektivität anwendbar, er lässt sich auch als Modell der dialogischen Naturerkenntnis auffassen.